# Kononcea, Kaniv
Kononcea (în ucraineană Кононча) este localitatea de reședință a comunei Kononcea din raionul Kaniv, regiunea Cerkasî, Ucraina.

## Demografie
Componența lingvistică a localității Kononcea
     Ucraineană (98,48%)
     Rusă (1,08%)
     Alte limbi (0,22%)
Conform recensământului din 2001, majoritatea populației localității Kononcea era vorbitoare de ucraineană (98,48%), existând în minoritate și vorbitori de rusă (1,08%).